# 天主教莫約班巴自治監督區
天主教莫約班巴自治監督區（拉丁語：Praelatura Territorialis Moyobambensis）是秘魯一個羅馬天主教自治監督區，屬特魯希略總教區。
監督區成立於1948年3月7日，包括聖馬丁大區大部份地區。2004年有教友553,785人（佔轄區總人口80.0%）、十八個堂區、卅三名司鐸。現任監督為拉斐爾·阿方索·埃斯庫德羅·洛佩斯-布雷亞。